# Kool Herc
Kool Herc, właśc. Clive Campbell (ur. 16 kwietnia 1955 w Kingston) – jamajsko-amerykański muzyk i producent, uznawany za pioniera muzyki hip-hop lat 70. XX wieku.
Mieszkał i tworzył w bloku przy 1520 Sedgwick Avenue w latach 70. XX wieku. Twórca DJ-ingu break-beatowego, gdzie breaki z utworów funkowych – będące najbardziej tanecznymi częściami, często z towarzyszeniem perkusji były wyodrębniane i powtarzane na potrzeby całonocnych imprez tanecznych. Późniejsi didżeje, tacy jak Grandmaster Flash, uszlachetniali i rozwijali użycie breakbeatów, włączając cięcie. Kool Herc jest jednym z prekursorów hip-hopu.
Jest również dobrze znany ze swojego soundsystemu, z którym nawet lepsi didżeje nie mogli rywalizować. Herc – od Herca z kreskówki Hanny-Barbery. Pierwszy użył nagrań reggae i Toastingował do muzyki jak jamajscy artyści U-Roy i I-Roy. Jednak zaczął używać funkowych nagrań, co spowodowane było powszechnymi skargami. Relacje pomiędzy hip-hopem i reggae stały się ponownie ważniejsze dzięki artystom reggae i raperom współpracującym ze sobą, od Yellowmana i Afrika Bambaataa'y po KRS-One'a i Shabba Ranksa. Hip-hop i reggae wciąż oddziałują na siebie w obie strony. Jedną z inspiracji Dj-a był funkowy wykonawca James Brown.